# VakıfBank Güneş Sigorta Spor Kulübü 2009-2010
Questa voce raccoglie le informazioni riguardanti la VakıfBank Güneş Sigorta Spor Kulübü nella stagione 2009-2010.

## Organigramma societario
Area direttiva
- Presidente: İlker Aycı
- Branch manager: Ramazan Yıldırım
- Team manager: Nalan Ural

Area tecnica
- Allenatore: Giovanni Guidetti
- Assistente allenatore: Muhammet Görken
- Preparatore atletico: Alessandro Bracceschi
- Scoutman: Fatih Yağcı, Berat Özveren
- Fisioterapista: Sabri Erdoğan

## Rosa
| N° | Nome               | Ruolo | Data di nascita  | Nazionalità sportiva |
| -- | ------------------ | ----- | ---------------- | -------------------- |
| 1  | Duygu Bal          | C     | 25 marzo 1987    | Turchia              |
| 2  | Gözde Kırdar       | S     | 26 giugno 1985   | Turchia              |
| 3  | Gizem Güreşen      | L     | 14 gennaio 1987  | Turchia              |
| 5  | Kinga Maculewicz   | C     | 27 maggio 1978   | Francia              |
| 6  | Polen Uslupehlivan | O     | 27 agosto 1990   | Turchia              |
| 7  | Arzu Göllü         | P     | 30 gennaio 1969  | Turchia              |
| 9  | Özge Kırdar        | P     | 26 giugno 1985   | Turchia              |
| 10 | Güldeniz Önal      | S     | 25 marzo 1986    | Turchia              |
| 11 | Bahar Toksoy       | C     | 6 febbraio 1988  | Turchia              |
| 12 | Jelena Nikolić     | S     | 13 aprile 1982   | Serbia               |
| 13 | Serpil Ersari      | L     | 28 febbraio 1990 | Turchia              |
| 16 | Debby Stam         | S     | 24 luglio 1984   | Paesi Bassi          |
| 17 | Neslihan Demir     | O     | 9 dicembre 1983  | Turchia              |
| 18 | Maja Poljak        | C     | 2 maggio 1983    | Croazia              |

## Mercato
| Acquisti | Acquisti      | Acquisti              | Acquisti   |
| R.       | Nome          | da                    | Modalità   |
| -------- | ------------- | --------------------- | ---------- |
| L        | Gizem Güreşen | Galatasaray           | definitivo |
| S        | Güldeniz Önal | Türk Telekom          | definitivo |
| S        | Debby Stam    | Universitet-Technolog | definitivo |
| C        | Maja Poljak   | Türk Telekom          | definitivo |

| Cessioni | Cessioni       | Cessioni    | Cessioni   |
| R.       | Nome           | a           | Modalità   |
| -------- | -------------- | ----------- | ---------- |
| L        | Nihan Yeldan   | Fenerbahçe  | definitivo |
| S        | Deniz Hakyemez | Galatasaray | definitivo |
| O        | Angelina Grün  | -           | ritirata   |
| S        | Serenat Yaz    | Clemson     | definitivo |
| C        | Nihal Yeşil    | Yeşilyurt   | definitivo |

## Risultati

### Voleybol 1. Ligi

#### Regular season

##### Andata
| 1ª giornata - 18 ottobre 2009 Selim Sırrı Tarcan, Ankara          | İller Bankası | 0 - 3 | VakıfBank GS | 19-25, 18-25, 19-25               |
| 2ª giornata - 25 ottobre 2009 TVF 50. Yıl Spor Salonu, Istanbul   | VakıfBank GS  | 1 - 3 | Galatasaray  | 25-19, 25-23, 15-25, 22-25        |
| 3ª giornata - 1º novembre 2009 Eczacıbaşı Spor Salonu, Istanbul   | Eczacıbaşı    | 3 - 2 | VakıfBank GS | 17-25, 16-25, 25-19, 25-23, 15-12 |
| 4ª giornata - 8 novembre 2009 TVF 50. Yıl Spor Salonu, Istanbul   | VakıfBank GS  | 3 - 0 | Nilüfer      | 25-11, 25-13, 25-14               |
| 5ª giornata - 15 novembre 2009 Yeşilyurt Spor Salonu, Istanbul    | Yeşilyurt     | 0 - 3 | VakıfBank GS | 13-25, 19-25, 19-25               |
| 6ª giornata - 22 novembre 2009 TVF 50. Yıl Spor Salonu, Istanbul  | VakıfBank GS  | 3 - 1 | Ankaragücü   | 25-13, 17-25, 25-18, 25-20        |
| 7ª giornata - 26 novembre 2009 TVF 50. Yıl Spor Salonu, Istanbul  | Fenerbahçe    | 3 - 1 | VakıfBank GS | 21-25, 25-19, 25-14, 25-18        |
| 8ª giornata - 6 dicembre 2009 TVF 50. Yıl Spor Salonu, Istanbul   | VakıfBank GS  | 3 - 0 | Karşıyaka    | 25-19, 25-7, 25-12                |
| 9ª giornata - 12 dicembre 2009 TVF 50. Yıl Spor Salonu, Istanbul  | VakıfBank GS  | 3 - 0 | Ereğli       | 25-15, 25-16, 25-19               |
| 10ª giornata - 20 dicembre 2009 TVF 50. Yıl Spor Salonu, Istanbul | Beylikdüzü    | 0 - 3 | VakıfBank GS | 12-25, 18-25, 13-25               |
| 11ª giornata - 26 dicembre 2009 TVF 50. Yıl Spor Salonu, Istanbul | VakıfBank GS  | 3 - 0 | Beşiktaş     | 25-18, 25-22, 25-12               |

##### Ritorno
| 12ª giornata - 17 gennaio 2010 TVF 50. Yıl Spor Salonu, Istanbul     | VakıfBank GS | 3 - 0 | İller Bankası | 25-16, 25-21, 25-17        |
| 13ª giornata - 23 gennaio 2010 TVF 50. Yıl Spor Salonu, Istanbul     | Galatasaray  | 0 - 3 | VakıfBank GS  | 20-25, 20-25, 20-25        |
| 14ª giornata - 30 gennaio 2010 TVF 50. Yıl Spor Salonu, Istanbul     | VakıfBank GS | 3 - 0 | Eczacıbaşı    | 25-21, 27-25, 25-16        |
| 15ª giornata - 13 febbraio 2010 Atatürk Spor Salonu, Bursa           | Nilüfer      | 0 - 3 | VakıfBank GS  | 17-25, 15-25, 22-25        |
| 16ª giornata - 23 febbraio 2010 TVF 50. Yıl Spor Salonu, Istanbul    | VakıfBank GS | 3 - 0 | Yeşilyurt     | 25-13, 25-20, 25-13        |
| 17ª giornata - 25 febbraio 2010 Başkent Voleybol Salonu, Ankara      | Ankaragücü   | 0 - 3 | VakıfBank GS  | 17-25, 23-25, 26-28        |
| 18ª giornata - 6 marzo 2010 TVF 50. Yıl Spor Salonu, Istanbul        | VakıfBank GS | 0 - 3 | Fenerbahçe    | 22-25, 20-25, 13-25        |
| 19ª giornata - 13 marzo 2010 Mavişehir Karşıyaka Spor Salonu, Smirne | Karşıyaka    | 1 - 3 | VakıfBank GS  | 16-25, 19-25, 25-22, 14-25 |
| 20ª giornata - 20 marzo 2010 Ereğli Spor Salonu, Konya               | Ereğli       | 1 - 3 | VakıfBank GS  | 15-25, 28-30, 25-22, 14-25 |
| 21ª giornata - 27 marzo 2010 TVF 50. Yıl Spor Salonu, Istanbul       | VakıfBank GS | 3 - 0 | Beylikdüzü    | 25-9, 25-8, 25-16          |
| 22ª giornata - 3 aprile 2010 Akatlar Spor Salonu, Istanbul           | Beşiktaş     | 1 - 3 | VakıfBank GS  | 25-23, 16-25, 10-25, 22-25 |

#### Play-off
| Quarti di finale (gara 1) - 18 aprile 2010 Ereğli Spor Salonu, Konya         | Ereğli       | 0 - 3 | VakıfBank GS | 16-25, 21-25, 23-25               |
| Quarti di finale (gara 2) - 21 aprile 2010 TVF 50. Yıl Spor Salonu, Istanbul | VakıfBank GS | 3 - 0 | Ereğli       | 25-13, 25-22, 25-13               |
| Semifinali (gara 1) - 24 aprile 2010 TVF 50. Yıl Spor Salonu, Istanbul       | VakıfBank GS | 3 - 0 | Eczacıbaşı   | 25-22, 25-16, 25-21               |
| Semifinali (gara 2) - 27 aprile 2010 Eczacıbaşı Spor Salonu, Istanbul        | Eczacıbaşı   | 1 - 3 | VakıfBank GS | 25-20, 16-25, 17-25, 16-25        |
| Semifinali (gara 3) - 28 aprile 2010 Eczacıbaşı Spor Salonu, Istanbul        | Eczacıbaşı   | 0 - 3 | VakıfBank GS | 13-25, 14-25, 24-26               |
| Finale (gara 1) - 1º maggio 2010 TVF 50. Yıl Spor Salonu, Istanbul           | Fenerbahçe   | 3 - 2 | VakıfBank GS | 13-25, 20-25, 25-21, 25-23, 15-10 |
| Finale (gara 2) - 4 maggio 2010 TVF 50. Yıl Spor Salonu, Istanbul            | VakıfBank GS | 2 - 3 | Fenerbahçe   | 16-25, 25-18, 31-29, 20-25, 11-15 |
| Finale (gara 3) - 6 maggio 2010 TVF 50. Yıl Spor Salonu, Istanbul            | VakıfBank GS | 0 - 3 | Fenerbahçe   | 22-25, 24-26, 21-25               |

### Coppa di Turchia

#### Fase a eliminazione diretta
| Ottavi di finale - 11 novembre 2009 Burhan Felek Spor Salonu, Istanbul          | Beşiktaş     | 1 - 3 | VakıfBank GS | 25-22, 13-25, 18-25, 12-25                        |
| Quarti di finale (andata) - 24 dicembre 2009 Burhan Felek Spor Salonu, Istanbul | VakıfBank GS | 3 - 0 | Yeşilyurt    | 25-12, 25-18, 25-17                               |
| Quarti di finale (ritorno) - 9 gennaio 2010 Yeşilyurt Spor Salonu, Istanbul     | Yeşilyurt    | 0 - 3 | VakıfBank GS | 14-25, 19-25, 22-25                               |
| Semifinali (andata) - 23 marzo 2010 Bursa Atatürk Spor Salonu, Bursa            | Nilüfer      | 0 - 3 | VakıfBank GS | 17-25, 18-25, 16-25                               |
| Semifinali (ritorno) - 7 aprile 2010 Burhan Felek Spor Salonu, Istanbul         | VakıfBank GS | 3 - 0 | Nilüfer      | 25-19, 25-19, 25-17                               |
| Finale (andata) - 11 aprile 2010 Burhan Felek Spor Salonu, Istanbul             | VakıfBank GS | 3 - 2 | Fenerbahçe   | 18-25, 16-25, 25-23, 25-23, 15-13                 |
| Finale (ritorno) - 14 aprile 2010 Burhan Felek Spor Salonu, Istanbul            | Fenerbahçe   | 3 - 2 | VakıfBank GS | 25-18, 25-17, 14-25, 24-26, 15-12 15-5 golden set |

## Statistiche

### Statistiche di squadra
| Competizione     | Punti | In casa | In casa | In casa | In trasferta | In trasferta | In trasferta | Totale | Totale | Totale |
| Competizione     | Punti | G       | V       | P       | G            | V            | P            | G      | V      | P      |
| ---------------- | ----- | ------- | ------- | ------- | ------------ | ------------ | ------------ | ------ | ------ | ------ |
| Voleybol 1. Ligi | 58,05 | 15      | 11      | 4       | 15           | 12           | 3            | 30     | 23     | 7      |
| Coppa di Turchia | -     | 3       | 3       | 0       | 4            | 3            | 1            | 7      | 6      | 1      |
| Champions League | 11    | 5       | 4       | 1       | 5            | 3            | 2            | 10     | 7      | 3      |
| Totale           | -     | 23      | 18      | 5       | 24           | 18           | 6            | 47     | 36     | 11     |

G = partite giocate; V = partite vinte; P = partite perse

### Statistiche dei giocatori
| Giocatore       | Champions League | Champions League | Champions League | Champions League | Champions League |
| Giocatore       | P                | PT               | AV               | MV               | BV               |
| --------------- | ---------------- | ---------------- | ---------------- | ---------------- | ---------------- |
| D. Bal          | 3                | 0                | 0                | 0                | 0                |
| N. Demir        | 10               | 204              | 167              | 20               | 17               |
| S. Ersari       | 2                | 0                | 0                | 0                | 0                |
| A. Göllü        | 5                | 3                | 0                | 2                | 1                |
| G. Güreşen      | 10               | 0                | 0                | 0                | 0                |
| G. Kırdar       | 7                | 12               | 10               | 2                | 0                |
| Ö. Kırdar       | 10               | 16               | 3                | 6                | 7                |
| K. Maculewicz   | 10               | 118              | 70               | 38               | 10               |
| J. Nikolić      | 10               | 131              | 122              | 7                | 2                |
| G. Önal         | 5                | 1                | 0                | 0                | 1                |
| M. Poljak       | 9                | 85               | 53               | 27               | 5                |
| D. Stam         | 10               | 71               | 48               | 12               | 11               |
| B. Toksoy       | 1                | 0                | 0                | 0                | 0                |
| P. Uslupehlivan | 0                | 0                | 0                | 0                | 0                |

P = presenze; PT = punti totali; AV = attacchi vincenti; MV = muri vincenti; BV = battute vincenti

NB: non sono disponibili i dati relativi alla Voleybol 1. Ligi e alla Coppa di Turchia e, di conseguenza, quelli totali.